# Infanterie-Division Groß-Born
Die Infanterie-Division Groß-Born wurde Anfang August 1944 als sogenannte Schatten-Division im Wehrkreis II aufgestellt.
Die Aufstellung erfolgte im Zuge der 31. Aufstellungswelle auf dem Truppenübungsplatz Groß Born in Pommern. Am 25. August 1944 wurden die Aufstellung abgebrochen und die bereits bestehenden Teile der Division zur Aufstellung der 570. Volksgrenadier-Division eingesetzt.
Die Gliederung der sogenannten Division war: 
- Grenadier-Regiment Groß-Born 1
- Grenadier-Regiment Groß-Born 2
- Artillerie-Bataillon Groß-Born
- Pionier-Bataillon Groß-Born
- Panzerjäger-Bataillon Groß-Born